# Homelix albofasciatus
Homelix albofasciatus är en skalbaggsart som beskrevs av Thomson 1858. Homelix albofasciatus ingår i släktet Homelix och familjen långhorningar.
Artens utbredningsområde är Gabon. Inga underarter finns listade i Catalogue of Life.